# Margarete zur Bentlage

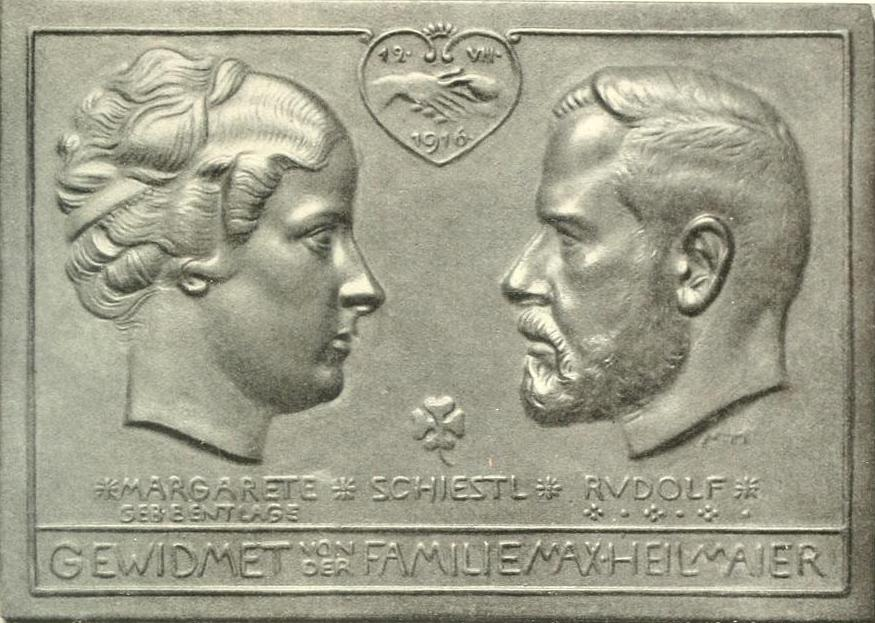
Max Heilmaier: Porträtrelief von Margarete und Rudolf Schiestl (1916)

Margarete zur Bentlage (auch bekannt als Margarete Schiestl-Bentlage) (* 24. März 1891 auf dem Hof Bentlage bei Menslage; † 16. Februar 1954 in Garmisch-Partenkirchen) war eine deutsche Schriftstellerin.

## Leben
Margarete Bentlage wuchs als fünftes von acht Kindern des Landwirts Heinrich Bentlage und seiner Frau Emma, geb. Ostendorff aus Bippen, in der Bauerschaft Wierup bei Menslage auf. Der Artländer Hof wurde bereits 1393 urkundlich erwähnt. Mitglieder der Familie Bentlage engagierten sich in der Menslager Lesegesellschaft (gegr. 1796) und im Artländer Trachtenbund (1905). 1912/13 absolvierte Margarete ihr Haushaltsjahr auf Gut Oberlödla/Thüringen bei der Familie v. Poellnitz. Schon früh begann sie zu schreiben und zu zeichnen. 1915 wurde sie zur Kunstschule Nürnberg zugelassen. 1916 heiratete sie ihren Lehrer, den Grafiker Rudolf Schiestl (1878–1931). In den 1920er Jahren entstanden erste Erzählungen. 1930 erschien die Erzählung Der Mann aus der Heide in der „Deutschen Rundschau“. Nach dem Tod ihres Mannes lebte sie mit ihrer Tochter Notburg in Nürnberg.
Vermittelt durch den mit ihr befreundeten Dichter Jakob Kneip lernte sie den Leipziger Verleger Paul Walter List (1899–1989) kennen, den sie 1936 heiratete. Paul W. List war der Sohn des Verlagsgründers Paul List, der 1929 von seinem Vater die Geschäftsführung des Verlages übernommen hatte. Margarete Bentlage und List hatten eine gemeinsame Tochter namens Beatrix.

### Wirken in der NS-Zeit (1933–1945)
1933 erschien im Paul List Verlag in Leipzig ihr erstes Buch Unter den Eichen. Aus dem Leben eines deutschen Stammes, eine Sammlung von Novellen. Das der Heimatdichtung zuzuordnende Werk wurde von der Literaturkritik – auch des amerikanischen Auslandes – mit viel Beifall aufgenommen. Bis 1950 erreichte Unter den Eichen eine Auflage von 100.000 Exemplaren. 1938 wurde ihre Erzählung Bernats Heimkehr und Ehe bei Reclam verlegt. Im Jahr darauf erschien der Roman Räuber und Soldaten oder der „böse“ Gustav, in dem sich einige völkisch-nationale Ideologeme ausmachen lassen: sog. Führerprinzip, Männer haben das Sagen, dichotomes Weltbild, Aufgreifen der sog. Dolchstoßlegende, Kampf gegen die politische Linke, „Hindenburg-Reminiszenz“. Publiziert kurz nach dem Überfall auf Polen, diente dieser Propagandatext dazu, die deutsche Jugend angesichts des aktuellen Krieges zu bedingungslosem kämpferischen Einsatz zu animieren. Zu Beginn des Werkes heißt es in der Widmung der Autorin an die Leserinnen und Leser:
Liebe deutsche Jungens und Mädel!
Ich schrieb dies Buch aus Liebe zu euch. Als ich anfing, dachte ich nicht, daß wir wieder in einem Krieg stehen würden, wenn es fertig wäre. Jetzt ist es aber eine Kriegsgabe geworden. Und nun grüße ich euch mit diesem Buch zugleich in festem Glauben an unsern Führer und den Sieg Großdeutschlands.
Margarete Schiestl-Bentlage
1941 nahm sie den Künstlernamen Margarete zur Bentlage an. Wenn auch nicht in der Intensität wie in Räuber und Soldaten (1939), so wird doch auch in dem 1941 erschienenen Roman Irrfahrt bei Leipzig insofern nationalsozialistisches Gedankengut präsentiert, als hier das rassistische Bild vom „minderwertigen Polen“ gegenüber dem deutschen „Herrenmenschen“ gezeichnet wird. Mit Geheimnis um Hunebrook brachte zur Bentlage 1943 „noch einen weiteren mit rassistischen Phrasen und politischer Hetze gesättigten Roman der Heimatliteratur“ heraus. Im selben Jahr erhielt sie gemeinsam mit Max Dehnert den „Kantate-Dichterpreis“ der Stadt Leipzig, weil sie „zu dem Befreiungskampf unseres Volkes und zum Neuaufbau des Reiches ihren besonderen Beitrag geleistet“ habe. Für die Auszeichnung hatte sie der SS-Sturmbannführer Wilhelm Ihde vorgeschlagen. Vor diesem Hintergrund war Margarete zur Bentlage nicht nur Förderin, sondern auch Nutznießerin des NS-Regimes, wenngleich sie sich bezüglich einzelner Punkte sicherlich auch kritisch positioniert haben wird.
Es erschienen von ihrem bekanntesten Erzählband Unter den Eichen eine Wehrmachts- und von den Erzählungen Gert Ruwe und August Feldpostausgaben. Der Roman Das blaue Moor wurde 1942 unter dem Titel Nevelen boven de heide ins Niederländische übersetzt.
1943 siedelte sie bis zum Kriegsende nach Hippach/Tirol um.

### Nach 1945
1947 zog sie mit ihrer Familie nach Garmisch-Partenkirchen, wo sie am 16. Februar 1954 verstarb. Die dritte Auflage ihres Werkes Räuber und Soldaten, 1939 bei List erschienen und 1940 und 1944 erneut aufgelegt, wurde 1946 auf die Liste der auszusondernden Literatur der Deutschen Verwaltung für Volksbildung in der sowjetischen Besatzungszone gesetzt. In der amerikanischen Besatzungszone gab es keine Einwände, und schon 1946 erschien der Erzählband Durchsonnte Nebel. Nach dem Zusammenbruch des „Dritten Reiches“ wehrte sich Margarete zur Bentlage gegen den Vorwurf, eine NS-belastete Schriftstellerin zu sein. Auch Paul Walter List setzte sich in diesem Sinne für den guten Ruf seiner verstorbenen Frau ein, indem er behauptete, ihr sei die öffentliche Auszeichnung des NS-Regimes, der Kantate-Dichterpreis, unangenehm gewesen und sie habe sich geweigert, diesen entgegenzunehmen.
Ihr letzter Roman Das Tausendfensterhaus erschien posthum 1954. Bis in die 1950er Jahre zählte Margarete zur Bentlage zu den vielgelesenen deutschen Autorinnen. Sie war in Fachzeitschriften sowie in „Westermann's Monatsheften“, ferner im Rundfunk sowie in deutschen, österreichischen und niederländischen Tageszeitungen präsent. Ihre Erzählungen und Romane spielen im Emsland und Osnabrücker Nordland sowie in Leipzig und Nürnberg.
Margarete zur Bentlage ist neben ihrem Ehemann Paul Walter List auf dem Friedhof in Partenkirchen beigesetzt.
In Quakenbrück ist eine Straße nach Margarete zur Bentlage benannt.

## Werke
- Unter den Eichen. List, Leipzig 1933.
- Hohages Töchter. List, Leipzig 1933.
- Gert Ruwe. List, Leipzig 1933 (Lebendiges Wort; 5).
- Das blaue Moor. List, Leipzig 1934.
- Der Liebe Leid und Lust. List, Leipzig 1936.
- Die Verlobten. List, Leipzig 1938.
- Bernats Heimkehr und Ehe. Reclam, Leipzig 1938.
- Räuber und Soldaten. List, Leipzig 1939.
- Die erste Nacht. List, Leipzig 1941.
- Irrfahrt bei Leipzig. List, Leipzig 1941.
- Nevelen boven de heide, uit het Duits vertaald door Elisabet Antonio Voogd-Pull, Amsterdam, De Arbeiderspers 1942 (eine zweite Auflage erschien ebd. 1943)
- Geheimnis um Hunebrook. List, Leipzig 1943.
- Durchsonnte Nebel, List, Leipzig 1946.
- Am Rande der Stadt. List, München 1949.
- Der schöne Jütter. List, München 1951.
- Das Tausendfensterhaus. List, München 1954.
- Margarete zur Bentlage erzählt. List, München 1962.

## Auszeichnungen
- 1943: Kantate-Dichterpreis der Reichsmessestadt Leipzig